# Кузнецов, Олег Владимирович (серийный убийца)
Оле́г Влади́мирович Кузнецо́в (30 апреля 1969, Балашиха, Московская область, РСФСР, СССР — 4 августа 2000, Мордовская зона, Сосновка, Зубово-Полянский район, Республика Мордовия, Россия) — советский, российский и украинский серийный убийца и насильник. В 1991—1992 годах убил 10 девушек и женщин в возрасте от 15 до 30 лет.

## Биография

### Детство и юность
Олег Кузнецов родился 30 апреля 1969 года в городе Балашихе Московской области. Родители Кузнецова развелись, когда мальчику было пять лет. Кузнецов жил с отцом и мачехой, с матерью ему было общаться запрещено. Отец был жесток с сыном, бил его и наказывал за малейшие провинности. Кузнецов любил только бабушку, часто вспоминал её во взрослом возрасте. Рос трусливым, замкнутым и малообщительным. В то же время был крайне вспыльчивым и злым, выходил из себя из-за любых незначительных деталей и подолгу не мог успокоиться. В школе учился средне. С 10 лет посещал секцию биатлона, позднее стал мастером спорта. В юности весьма следил за собой, занимался тяжёлой атлетикой и рукопашным боем. Ходил в спортзал, наращивал мышцы и массу тела, принимал анаболитики.
В 16 лет начал чувствовать потребность в половой жизни и интерес к противоположному полу. Был гиперсексуальным: уже во взрослом возрасте и в период совершения преступлений имел огромное количество сексуальных партнёрш, занимался сексом 3-4 раза в сутки. Обычно его любовницы были старше его самого. Во время интимной близости проявлял жестокость.
Окончил 8 классов, затем профтехулище по специальности «поддельщик по деревянным моделям». Учился в школе ДОСААФ на водителя. В 1987 году был призван в ряды Советской армии, срочную службу проходил в автороте под Киевом. На ней неоднократно грубо нарушал воинский устав — допускал самовольные отлучки, распивал спиртные напитки, попадал на гауптвахту. С сослуживцами контакт не поддерживал, конфликтовал с ними, оставался неразговорчивым и раздражительным. После увольнения в запас работал водителем на разных предприятиях. Жил в коммунальной квартире. По словам мачехи, вернувшись Кузнецов стал более эгоистичным, высокомерным и скрытным. Постоянно носил с собой нож.

### Первые преступления
Существует информация, что ещё до армии и во время службы (период с 1985 по 1988 годы) Кузнецов совершил несколько изнасилований.
Первое убийство совершил 7 мая 1991 года. Кузнецов работал в то время водителем грузовика. Жертва попросила его подвезти её до дома. В дороге Кузнецов разговорился с девушкой, предложил ей выпить. Кузнецов остановил машину в перелеске неподалёку от дачного посёлка Купавна Балашихинского района. Там пара занималась сексом, однако утром девушка сообщила Кузнецову, что за «ночь любви» он должен заплатить, иначе она «сдаст» его в милицию. Это привело Кузнецова в ярость, в результате чего он забил девушку монтировкой. Её тело обнаружили случайные прохожие.
С мая по ноябрь 1991 года совершил серию изнасилований в Балашихе, Балашихинском и соседних районах Московской области. Иногда совершал по два изнасилования в день. Обычно преступления совершал в тёмное время суток в малолюдном месте, жертвам угрожал ножом. В дальнейшем заявлял, что совершил 500—700 изнасилований, что вполне возможно, учитывая аномальную гиперсексуальность маньяка и частое нежелание жертв насилия идти в милицию из-за страха опозориться.
В ночь с 12 на 13 ноября 1991 года, угрожая ножом, совершил изнасилование на одном из балашихинских кладбищ. Потерпевшей оказалась бывшая возлюбленная Кузнецова, с которой он поссорился несколькими месяцами ранее, на почве того что её поцеловал другой мужчина. Женщина заявила на Кузнецова в милицию. Кузнецов в тот же день бежал из Балашихи. Пользуясь распадом СССР и отделением Украины, переехал в Киев, где когда-то служил, считая, что в неразберихе, связанной с распадом страны, там его никто не будет искать. Здесь он быстро завёл любовницу, у которой и поселился. В те же дни маньяк принял решение убивать своих жертв.

### Киевская серия
В Киеве Кузнецов совершил четыре убийства (Светланы Миленко, Светланы Муромцевой, Аллы Кононовой и Натальи Иванчиковой), сопряжённых с изнасилованием и ограблением; были совершены 6, 19, 24 и 27 января 1992 года соответственно. Некоторым из своих жертв уродовал глаза и влагалище. Своей любовнице маньяк дарил некоторые из вещей убитых.
Последнее нападение оказалось безуспешным: девушка (Оксана Кожедуб), которой Кузнецов представился «Дмитрий Фадеев из Балашихи», отбилась и дала описание нападавшего. В оперативно-следственных кругах маньяк получил прозвище «Лжедмитрий». После неудачного нападения на девушку в феврале Кузнецова едва не поймали опознавшие его по фотороботу милиционеры, но маньяк сумел убежать, прыгнув в Днепр.

### Московская серия
В феврале Кузнецов вернулся в Россию и перебрался в Москву. В районе Измайловского парка маньяк совершил ещё 5 убийств, похожих по почерку на киевские: 25 февраля, 3, 9, 13 и 21 марта 1992 года. Ввиду узнаваемости почерка убийцы (выколотые глаза), сотрудники МУРа связали появление в Москве маньяка с его исчезновением в Киеве. Приглашённые в Москву представители МВД Украины снабдили МУР ценной информацией о разыскиваемом преступнике, в том числе его фотороботом, который был распространён по всей столице. Кузнецова опознала сотрудница отделения Сбербанка, в котором маньяк ранее открыл счёт.
Квартира отца Кузнецова в Балашихе, в которой был прописан маньяк, была взята под наблюдение. Хотя сам преступник там не появлялся, он направил по этому адресу любовницу с просьбой передать отцу деньги. Визит этот был зафиксирован службой наружного наблюдения. Женщина, узнав о подозрениях в адрес сожителя, согласилась помочь оперативникам в его задержании.

### Арест, следствие и суд
В квартире любовницы Кузнецова установили сигнализацию и «тревожную кнопку», на которую она должна была нажать при появлении маньяка. Наблюдение за её квартирой устанавливать не стали, опасаясь спугнуть преступника.
Вечером 26 марта 1992 года Кузнецов появился на квартире любовницы, но почувствовав опасность, сразу ушёл. После ухода маньяка женщина нажала на «тревожную кнопку», к ней срочно выехали оперативники. Женщина рассказала, что видела в окно, как он направился к ближайшей трамвайной остановке. Возле её дома проходил всего один трамвайный маршрут. Несколько оперативных групп было отправлено проверять общественный транспорт. В одном из трамваев переодетые в гражданскую одежду оперативники задержали Кузнецова, при аресте у него был изъят нож.
После ареста Кузнецов признался во всех убийствах и изнасилованиях, в том числе и тех, которые были неизвестны правоохранительным органам, и указал места совершения преступлений. Во время обыска у маньяка были обнаружены женские вещи.
Судебно-психиатрическая экспертиза признала Кузнецова абсолютно вменяемым, хотя и выявила у него психопатические черты характера и сексуальный садизм. Кузнецов говорил, что стал убийцей из-за отношения окружающих и обид. Сам же он называл себя добрым. Спусковым крючком его агрессии во время убийств становился отказ женщин вступить с ним в половой контакт, якобы при знакомстве он не придерживался цели убить.
1 декабря 1993 года суд приговорил Олега Кузнецова к смертной казни через расстрел. Но поскольку к тому времени Россия (как и Украина) вступала в Совет Европы, в 1999 году приговор заменили на пожизненное лишение свободы.

### Заключение и смерть
Отбывал с 1999 года наказание в колонии особого режима ИК-1 «Мордовская зона» в посёлке Сосновка Зубово-Полянского района Республики Мордовия. Будучи в заключении, вину свою не признавал. С сокамерником почти не общался. Умер 4 августа 2000 года от сердечной недостаточности (о смерти Кузнецова стало известно лишь в 2019 году). Похоронен в Балашихе на Новодеревенском кладбище.

## В массовой культуре
- Документальный фильм «Нелюди» (1996)
- Документальный фильм «Не казните моего убийцу» (2000)
- Документальный фильм «След зверя» из цикла «Следствие вели» (2008)